# نادي سيئون

### نبذة عن نادي سيئون
نادي سيئون الرياضي الثقافي هو أحد أعرق الأندية في محافظة حضرموت، اليمن. تأسس النادي عام 1947 ليصبح مركزًا رياضيًا وثقافيًا يخدم الشباب والمجتمع، ويساهم في تطوير الرياضة والثقافة في المنطقة بشكل ملموس.
يعود تاريخ بداية التكوين والظهور للأندية الرياضية بمدينة سيئون محافظة حضرموت في عام 1947 وبدأت عملية ممارسة النشاط الرياضي الرسمي خلال تلك الفترة ومن خلال ناديين تم تأسيسها نادي شباب الأهلي ونادي الأحقاف حيث ظلت تلك الأندية قائمة وتمارس النشاط الرياضي وفي عام 1976 تم دمج الناديين ليكون ( نادي الشعلة الوادي ) والذي ضم خلاصة الرياضيين في الناديين العريقين وتم في عام 1982م تغيير اسم النادي إلى نادي سيئون الثقافي الرياضي وشكل النادي امتداد تاريخي للرياضة في حضرموت والتي كانت قائمة وظل مستمراً في نشاطه محققاً التطورات والإنجازات على مختلف الأصعدة الرياضية والثقافية والاجتماعية .

#### الأنشطة والألعاب
1.     كرة القدم.
2.    كرة الطائرة.
3.    كرة السلة.
4.    ألعاب القوى.
5.    الفريق الثقافي.
6.    فريق التكواندو
7.    فريق لعبة تنس الطاولة
8.    فريق الحمام الزاجل
9.     فريق الطائرة الشاطئية

#### أهم الانجازات الوطنية
-        كاس الذكرى الثانية للاستقلال الوطني لكرة القدم .
-        كاس دعم حملة مكافحة السل الكرة القدم عام 1973 .
-        كاس المنطقة الرياضية بالوادي كرة قدم عام 1973 .
-        ترس عام المرأة لعام 1975 .
-        ترس الفقيد بن سلمان 1975 .
-        ترس الذكرى 13 لانطلاق الثورة الفلسطينية .
-        ترس الدفاع الشعبي للذكرى (15) للاستقلال .
-        ترس الذكرى العشرين لتأسيس الحركة النقابية .
-        ترس اليوبيل الأول لاشيد .
-        ترس الذكرى العشرين لتأسيس ثانوية سيؤن .
-        ترس الذكرى العشرين لثورة 14 أكتوبر .
-        بطولة دوري مكتبة الحياة 1971م .
-        بطولة الدوري التنشيطي للكرة الطائرة بالوادي1984م .
-        بطولة محافظة حضرموت للكرة الطائرة للأعوام 1985-1986-1987 .
-        بطولة دوري شهداء 13 يناير للكرة الطائرة بالمحافظة .
-        ترس الذكرى 12 لتأسيس أشيد للكرة الطائرة .
-        كاس يوم الشهداء 11 فبراير1985م .
-        كاس ذكرى (22) يونيو عام 1985 .
-        كاس بطولة الوادي سن 17سنة لكرة القدم لعام 1986م.
-        ترس الكنفرنس لكرة السلة .
-        ترس الكنفرنس للكرة الطائرة للشباب .
-        ترس الكنفرنس للشطرنج للناشئين بمحافظة حضرموت .
-        ترس الكنفرنس لتنس الطاولة بالوادي .
-        صعوده إلى مصاف أندية الدرجة الأولى الممتاز سابقاً للكرة الطائرة للموسم الرياضي 1996- 1997م .
-        حصوله على بطولة الجمهورية للكرة الطائرة للموسم الرياضي 1996-1997م .
-        وصيف بطل الجمهورية للكرة الطائرة للموسم الرياضي 1997-1998م .
-        بطل الجمهورية للمسابقة الثقافية للموسم 1999- 2000م.
-        بطل أول بطولة كاس رئيس الجمهورية 2000-2001م .
-        بطل كاس رئيس الجمهورية 2002-2003م .
-        بطل الجمهورية للمسابقة التلفزيونية الثقافية الأولى 2005م
-        الفوز ببطولة النخبة للكرة الطائرة (كأس 22 مايو)2005
-        حصول فريق الناشئين للكرة الطائرة على بطولة الجمهورية
-        بطولة أندية حضرموت الثقافية توج النادي ببطولة أندية حضرموت الثقافية السادسة في عام 2024.

#### أهم الانجازات الدولية والاقليمية:
-        شارك النادي في بطولة الأندية العربية الثانية والعشرون للرجال – للكرة الطائرة – في العاصمة الأردنية عمان 2003
-        شارك النادي في بطولة الأندية العربية السادسة عشر للرجال – للكرة الطائرة – في العاصمة اللبنانية بيروت 1997

### البنية التحتية والتجهيزات
- ملاعب للتدريب : توجد لدى النادي منشاءات تحتوي على ملاعب مجهزة للتدريب على كرة القدم، كرة الطائرة، وكرة السلة ، وتحتاج جميع الملاعب الى اعادة تاهيل .
- قاعات:  يحتوي الادي على القاعات التالية : قاعة متعددة الاستخدامات – قاعة جيم – قاعة تايكواندو .
- أدوات وتجهيزات رياضية:  توفر جميع الأدوات والتجهيزات الرياضية الضرورية لتدريب الفرق.

### البرامج والخطط المستقبلية
- تطوير الناشئين: سيتم اطلاق برامج خاصة لتطوير اللاعبين الناشئين وصقل مواهبهم في الرياضات الرئيسة .
- تعزيز الشراكات:  بناء شراكات استراتيجية مع شركات محلية ودولية لتعزيز صورة النادي.

### تأثير النادي
- التنمية الشبابية:  يسهم النادي في بناء قدرات الشباب وتطوير مهاراتهم من خلال أنشطته الرياضية والثقافية.
- دعم المجتمع: النادي يلعب دورًا كبيرًا في دعم المجتمع المحلي من خلال مبادراته الاجتماعية والرياضية وقد تم تجهيز جزء من النادي في العام 2020 ليكون مركزا لاستقبال حالات الاصابة بكوفيد 19.